# مقام (تصوف)
الـمقام في الصوفية هي مرتبة، أو محطة، التي يصل إليها المريد خلال بحثه لإيصال نفسه إلى الله. والمرتبة تحددها طريقة معاملة المريد خلال حياته اليومية والتي هي مزيج من المعرفة الباطنية وشعائر الشريعة الإسلامية. هناك اختلاف في عدد المراتب الصوفية لكن هناك إتفاق على وجود سبعة مراتب التي يتوافق عليها الجميع وهي: التوبة، الورع، الزهد، الفقر، الصبر، التوكل والرضا. ويرى الصوفيون أن هذه الصفات هي أساس رحلة الإنسان باتجاه الوحدة مع الله والتي هي ممارسات يومية على المريد أن يتبعها لتترقى روحه.
من واجبات الصوفي أن يعمل على ذاته لتحقيق كل رتبة من هذه المراتب وأن يصل في ممارستها إلى الكمال وذلك بالانغماس في ممارستها كأنها فطرته وليس خبرتها فقط. والمراتب هي متسلسلة تراتبية ولهذا، على المريد أن يكمل مرتبة ما لينتقل إلى مرتبة أخرى أعلى. وعندما ينتقل إلى مرتبة أعلى، تصبح المرتبة السابقة من شخصيته الدائمة ولا يمكن أن ينساها أو أن تضيع من نفسيته.

## المراتب السبعة

### التوبة
أول المقامات وهي، بحسب الغزالي، التوبة وهي الاعتراف بالخطية والعمل على عدم ارتكابها مرة أخرى. وذكر إبن عربي أن هناك شروط للتوبة النصوح هي: الندم على القيام بالخطيئة، الترك الفوري للخطيئة، والاقتناع الشخصي بعدم العودة للقيام بها. واعتبر ابن عربي أن الإيطالة في التفكير في عمل ما بعد القيام به هو من دون جدوى ومن سلبياته أنه يعطل الإنسان ويبعده عن الله.

### الورع
ثاني المقامات هو الورع، أي التيقظ عند التفكر أو القيام بعمل. ولها ثلاث مراتب هي:الأولى هي تجنب ما يقع بين الحرام والحلال وهي مرتبة العامة. الثانية هي الانتباه بتجنب الخطيئة (وهم ابتعدوا عن التعلق بالخطاء) وهي مرتبة النخبة. والثالثة هي الانتباه وتجنب كل ما قد يبعد المريد عن الله. وهي مرتبة الحظوة.

### الزهد
ثالث المقامات هو الزهد أي التخلي عن كل ما هو غريزي وخاصة فيما هو مسيء أو غامض. وهناك ثلاث مراتب للزهاد: الأولى هم من لا يشعر بحاجة لامتلاك ماديات أرضية ولا يحزن عندما يخسرها. الثانية هم من خبروا التخلي عن الماديات مما يجعلهم يكتشفون الصالح الحقيقي للنفس ومثل مدح الأخرين، الشرف والإطمئنان. والثالثة هم من يتخلون عن الزهد نفسه والتخلي عن فكرة العمل الصالح طمعا بالجنة أو خوفا من النار.

### الفقر
رابع المراتب هو الفقر أي التخلي عن المزايا المادية وقبول الأخرين لهم. يعتبر الصوفيون أن هذه من صفات الرسول الذي قال «الفقر هو فخري». ومن نتائج الوصول إلى مرتبة الفقر هو شعور المريد أنه ليس بحاجة لأي شيء من أي كان إذ أن الطلب من الأشخاص يولد امتنان تجاه الشخص مما يبعد المريد عن الله.

### الصبر
خامس المراتب هو الصبر أي تحمل المصاعب في سبيل الله والانتظار حتى تمر الصعاب. قسم الغزالي الصبر إلى عدة أنواع هم: تحمل الألم، التغلب على نزعة تجاه الشر والطمع، تحمل صعاب المعارك، التغلب على الغضب، مقاومة حب الاقتناء. واعتبر الرسول أن الصبر من أصعب مهام المسلم ولهذا اهتم الصوفيون بتنميته.

### التوكل
سادس المراتب هو التوكل أي الاستسلام لمشيئة القدر وتقبل كل شيء على أنه مقدر. وهي مرتبة نبيلة عند الصوفي التي يصل اليها بعد تدريب نفسه على الصبر ومن خلال الممارسة وترويض العقل. ومن نتائج هذا المرتبة هو الثقة التام بالله والتسليم لمشيئته. ووضع آي ثقة بأي شيء أخر غير الله هو الشرك. تعتمد درجة التوكل بحسب درجة إيمان المريد. وعند الصوفية، من يصل إلى درجة الكمال في التوكل يوصف إلى أنه في الخواص الحقيقي للتوكل وهي درجة تطلب الكثير من المثابرة والتحكم بالذات.

### الرضا
سابع المراتب هي الرضا أي القبول بالواقع. ويعتبرها الصوفيون البوابة إلى الله وهي الجنة على الأرض. ويقسم من يصل اليها إلى ثلاث أنواع:الأول هم من يقبضون على مشاعرهم عندما تحل بهم المصاعب حتى تمر، الثاني هم من يقبلون الله ويطمحون أن يقبلهم الله. الثالث يتجاوزوا الجزء الثاني لقبول بأن الله وضع مشيئته مسبقا على كل خلائقه.

## مقارنة مع الحال
الحال هي الوضع الروحي للمريد واستعملت بكثرة في الأدبيات الصوفية. يعتبر الصوفيون أنها تتعارض مع المقام لكنها مكملة لها. تعرف الحال «بأنها منزلة من عند الله ولا يسطيع الفرد ردها أو إعادتها إن ذهبت» بينما المقامات هي ما يحققه الفرد بنفسه. ولذلك، هما حالتين روحانيتين، الأولى ترسل من الله والثانية يحققها الإنسان بذاته.